# Vrijgezel (single)
Vrijgezel is een single van de Nederlandse zanger Benny Neyman uit 1981. Het stond in hetzelfde jaar als tiende track op het album Vlinders van de nacht, waar het de tweede single van is, na 'k Zal je heb.

## Achtergrond
Vrijgezel is geschreven door Benny Neyman, Robert Frank-Jacobi, Domenico Modugno en Enrica Bonaccorti en geproduceerd door Jean-Luc Drion. Het is een Nederlandstalige bewerking van het lied La lontananza van Domenico Modugno. Het is een nederpoplied waarin de liedverteller zingt over eenzame leven van een vrijgezel. De B-kant van de single is Vlinders van de nacht, welke als zesde track op het gelijknamige album te vinden is. 

## Hitnoteringen
Het lied haalde in Nederland successen, maar het beste deed hij het in de Vlaamse Ultratop 50. Hier piekte het op de tweede plaats en stond het vijftien weken in de hitlijst. De piekpositie in de Nederlandse Top 40 was de elfde plaats in de acht weken dat het in de lijst te vinden was. In de Nationale Hitparade kwam het tot de twaalfde plek in de tien weken dat het in deze hitlijst stond. 